# Friedrich von Grafeneck
Friedrich von Grafeneck war von 1413 bis 1414 Bischof von Augsburg.

## Leben
Am 5. Juli 1412 übertrug ihm und anderen König Sigismund die Wahrnehmung der Reichsgeschäfte in der Lombardei.
Spätestens 1413 war Friedrich (ungarisch: Frigyes) von Grafeneck Abt des Benediktinerklosters Seksard der Diözese Fünfkirchen in Ungarn.
Nach dem Tod des Augsburger Bischofs Eberhard II. von Kirchberg im August 1413 wurde er von König Sigmund zum neuen Bischof von Augsburg ernannt, entgegen der Wahl des Domkapitels. Das Domkapitel Augsburg hatte den Domküster Anselm von Nenningen zum neuen Bischof gewählt. Am 24. September 1413 übertrug ihm Gegenpapst Johannes XXIII. das Amt. Seine Weihe zum Bischof von Augsburg datiert auf den 12. August 1414. Vom Gegenpapst Johannes XXIII. wurde er am 24. September 1414 in das Bistum Brandenburg transferiert. Friedrich von Grafeneck nahm die neue Provision nicht an und blieb weiter in Augsburg. Trotz der Ernennung von Anselm von Nenningen am 17. September 1414 zum neuen Bischof von Augsburg blieb er bis 3. Oktober 1418 als Bischof in Augsburg weiter tätig. Zusammen mit König Sigismund verließ er erst am 16. Oktober 1418 Augsburg. Er ging in seine ungarische Abtei zurück.
Am 29. März 1420 wurde er erneut in das Bistum Brandenburg transferiert. Der damalige Bischof Johann von Waldow wurde am selben Tag in das Bistum Lebus transferiert. Friedrich von Grafeneck nahm auch diesmal wieder die Provision nicht an. 1421 heißt er einmal Bischof von Fünfkirchen, wurde aber nicht rechtsgültig eingesetzt. Eine ungarische Website gibt als Zeitraum, in dem er Abt von Seksard war, 1413 bis 1426 an.
Das Datum und der Ort seines Todes sind unbekannt.